# Hârșova

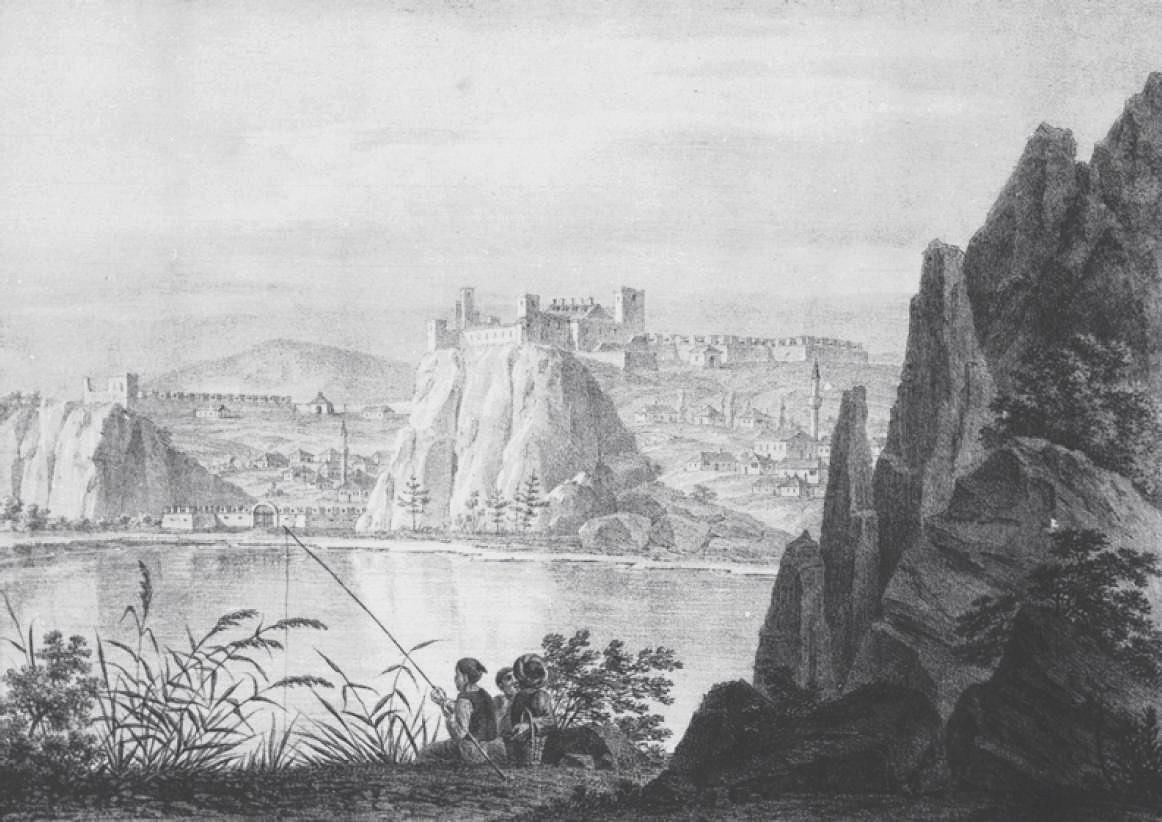
A. von Saar 19. század elejei litográfiája

Hârșova (bolgár nyelven Хърсово, Harszovo) város Romániában, Constanța megye északnyugati részén, a Duna jobb partján. 2002-ben a lakossága 11 198 fő volt. A hozzá tartozó település Vadu Oii.

## Fekvése
A megye északnyugati részén elhelyezkedő település nyolcvanöt kilométerre északnyugatra található a megyeszékhelytől, Konstancától, az Öreg-Duna (más nevén Ostrovi-ág) partján, mely elválasztja az ország legnagyobb szigetétől, Ialomiţa-lápjától.

## Története
A mai város helyén a 2. században a Római Birodalom egy erődítményt építtetett Carsium néven. A várat és a hozzá tartozó településeket az avarok, majd szláv törzsek pusztították el. A térséget a 10. században a bizánci birodalom foglalta el, ami új lendületet adott a település fejlődésének. A 15. század és a 19. század első fele között az Oszmán Birodalom része volt. A török uralom alatt jelentős gazdasági, politikai és kereskedelmi  központtá fejlődött. Evlija Cselebi 1561-es leírása szerint a városnak 1600 lakóháza, mecsete, törökfürdője, bazársora és mintegy 3000 lépés hosszú várfala volt. Az ebből a periódusból származó térképeken Harisova néven szerepel. A 17. és 18. századi térképeken Chirschowa, Hirsowe vagy Kersova néven említik, a 19. században pedig Hirsowa-ként.
Az 1828–1829 között lezajlott oszmán-orosz háborút lezáró Adrianople-i békeszerződés alapján 1829 szeptember 12-én a várat felrobbantották.
Az első világháború alatt a város teljesen leégett. A kommunizmus idején a város veszített jelentőségéből, a bíróságot és az ügyészséget bezárták, akár csak Dobrudzsa első múzeumát, melynek ugyancsak a város adott otthont. A régi épületek helyére tömbháznegyedeket építettek, az ipart csupán minimális mértékben fejlesztették, a kikötőt elhanyagolták, pusztulásra ítélték. A város a rendszerváltást követően sem tudta visszanyerni a török uralom alatti régi fényét.
Vitatott, hogy a jelenlegi szláv hangzású név milyen kapcsolatban áll az ókorival. Más elmélet szerint a város neve török eredetű („hirsiz” jelentése törökül „tolvaj”).

## Lakossága
| 1912  | 1930  | 1948  | 1956  | 1966  | 1977  | 1992   | 2002   |
| 3.990 | 3.665 | 3.762 | 4.761 | 7.519 | 8.239 | 10.394 | 10.097 |

A nemzetiségi megoszlás a következő:
| 2002      | 2002  | 2002   |
| --------- | ----- | ------ |
| Románok   | 8987  | 89,00% |
| Törökök   | 983   | 9,73%  |
| Romák     | 76    | 0,75%  |
| Lipovánok | 31    | 0,30%  |
| Magyarok  | 12    | 0,11%  |
| Tatárok   | 5     | 0,04%  |
| Ukránok   | 2     | 0,01%  |
| Görögök   | 1     | 0,01%  |
| Összesen  | 10097 | 100,0% |

## Látnivalók
- Carsium romjai
- A Duna

## Címere

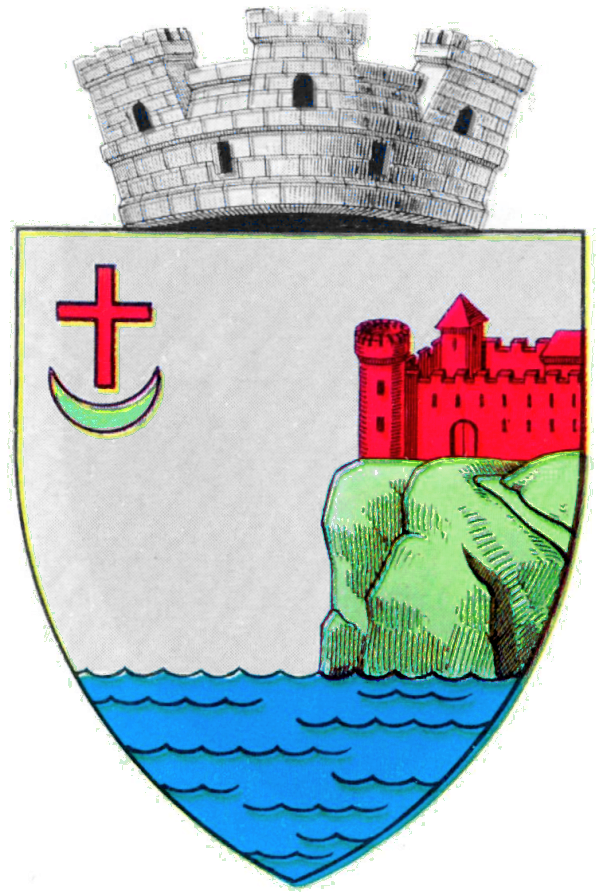
A két világháború között
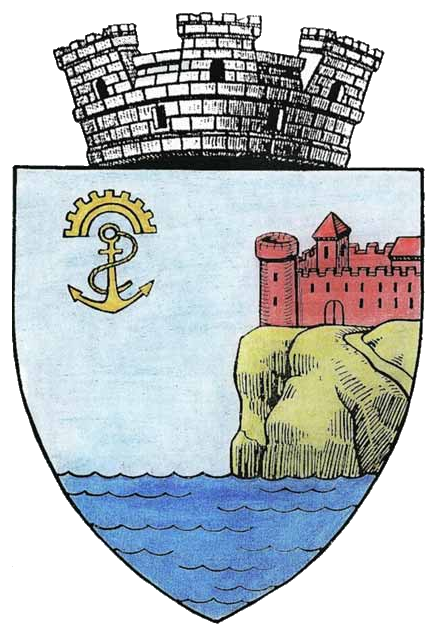
Jelenlegi

## Külső hivatkozások
- A polgármesteri hivatal honlapja
- Dobrudzsa településeinek török nevei
- A 2002-es népszámlálási adatok